# 山内郷俊
山内 郷俊（やまうち さととし）は、江戸時代中期の土佐藩の重臣。6代宿毛領主。

## 略歴
宝永元年（1704年）、土佐藩奉行職、4代宿毛領主山内倫氏の六男として宿毛にて誕生した。
享保9年（1724年）、兄で当主の晴氏が死去する。嫡男の千之助（氏篤）はまだ幼少だったため、養子となって家督と知行6800石を相続し、6代宿毛領主となる。享保12年（1727年）、孝氏から氏興に改名する。享保13年（1728年）、8代藩主・山内豊敷に奉行職に任じられる。享保18年（1733年）、公務で江戸に下向する。
享保19年（1734年）、財政難から奉行の職に耐えないと辞職を願うが許されず、補米を給されることとなる。寛保3年（1743年）4月26日、病のため奉行職を免じられる。寛保4年（1744年）、乱心を理由に藩主・豊敷に蟄居を命じられる。家督は氏篤が相続した。
寛延2年（1749年）1月11日、死去。享年46。

## 系譜
- 父：山内倫氏
- 兄：山内晴氏
- 養子：山内氏篤（晴氏の子）